# Inridning
Inridning av häst syftar till att få denna att acceptera en ryttare på sin rygg och underordna sig ryttarens vilja. Inridning är en del av unghästens utbildning. Under utbildningen bör instruktören undvika varje situation som kan framkalla skräck och obehag hos hästen – inlärningen skall vara positiv för hästen. Att alltid anpassa inridningen efter den enskilda individen och dess förmåga till inlärning är viktigt.

## Förberedelser
Inridningen förbereds i allmänhet med linlöpning och inlärning med tömkörning att följa ledande tygeltag. Sedan följer sadelvänjning och efter en tid sitter en ryttare upp på hästen.

## Slutmål
Hästen anses som inriden  när den kan bära upp en ryttare under gångarterna skritt, trav och galopp, förstå ledande och förhållande tygelhjälper, röstkommandon för start och stopp samt de drivande vikt-/och skänkelhjälperna.